# Waste It on Me
«Waste It on Me» es una canción del DJ estadounidense Steve Aoki con la boy band surcoreana BTS, lanzada el 25 de octubre de 2018. Es la primera canción completamente en inglés de BTS; es una de las siguientes colaboraciones entre Aoki y BTS, después del remix de «Mic Drop» y del tema «The Truth Untold». Aoki señaló que la canción sería inlcuida en su álbum Neon Future III, publicado el 9 de noviembre de 2018.
En diciembre de 2018 se anunció que se publicarían remixes de Slushii y Cheat Codes.

## Promoción
Además del anuncio de Aoki a través de Twitter, también comentó que los fanáticos podrían usar el hashtag «#WasteItOnMe» para desbloquear un avance de 40 segundos. El 29 de noviembre de 2018, Madonna compartió un vídeo en tributo a Michael Jackson que incluía «Waste It on Me».

## Vídeo musical
El vídeo musical fue dirigido por Joe Hahn de Linkin Park y fue publicado el 19 de noviembre de 2018. Este incluye la participación de varios actores estadounidenses de origen asiático, entre los que se encuentran: Ken Jeong, Jamie Chung, Ross Butler, Devon Aoki y Ben Baller. También hay cameos de Leonardo Nam, Vincent Rodriguez III, Jimmy O. Yang, Jessica Lu, Jared Eng, y Tiffany Ma.

## Posiciones en listas

### Semanales
| Lista (2018)                                        | Mejor posición |
| --------------------------------------------------- | -------------- |
| Australia (ARIA)                                    | 61             |
| Canadá (Hot 100)                                    | 64             |
| Corea del Sur (Gaon Digital Chart)                  | 80             |
| Escocia (Official Charts Company)                   | 28             |
| Estados Unidos (Billboard Hot 100)                  | 89             |
| Hungría (MAHASZ)                                    | 3              |
| Irlanda (IRMA)                                      | 63             |
| Japón (Japan Hot 100)                               | 19             |
| Malasia (RIM)                                       | 1              |
| Nueva Zelanda (Recorded Music NZ)                   | 6              |
| Reino Unido (Singles)                               | 57             |
| Singapur (Recording Industry Association Singapore) | 2              |

## Certificaciones y ventas
| País (organismo certificador) | Certificación | Unidades certificadas/Ventas |
| ----------------------------- | ------------- | ---------------------------- |
| Canadá (MC)                   | Platino       | 80 000                       |
| Estados Unidos (RIAA)         | Oro           | 500 000                      |

## Historial de lanzamiento
| País           | Fecha                   | Formato          | Versión              | Sello         | Ref.  |
| -------------- | ----------------------- | ---------------- | -------------------- | ------------- | ----- |
| Varios         | 25 de octubre de 2018   | Descarga digital | Original             | Ultra Records | [ 3 ] |
| Estados Unidos | 14 de diciembre de 2018 | Descarga digital | Remix de Cheat Codes | Ultra Records | [ 5 ] |
| Varios         | 21 de diciembre de 2018 | Descarga digital | Remix de Cheat Codes | Ultra Records | [ 5 ] |
| Varios         | 25 de diciembre de 2018 | Descarga digital | Remix de Slushii     | Ultra Records | [ 5 ] |
| Varios         | 25 de diciembre de 2018 | Descarga digital | Remix de W&W         | Ultra Records | [ 2 ] |